# Municipio de Highland (condado de Elk)
El municipio de Highland (en inglés: Highland Township) es un municipio ubicado en el condado de Elk en el estado estadounidense de Pensilvania. En el año 2000 tenía una población de 509 habitantes y una densidad poblacional de 2.3 personas por km².

## Geografía
El municipio de Highland se encuentra ubicado en las coordenadas 41°35′00″N 78°49′59″O / 41.58333, -78.83306.

## Demografía
Según la Oficina del Censo en 2000 los ingresos medios por hogar en la localidad eran de $34,643 y los ingresos medios por familia eran de $37,656. Los hombres tenían unos ingresos medios de $31,167 frente a los $20,000 para las mujeres. La renta per cápita de la localidad era de $15,086. Alrededor del 9,5% de la población estaba por debajo del umbral de pobreza.